# تيد شتاينبرغ
تيد شتاينبرغ (بالإنجليزية: Ted Steinberg)‏ هو مؤرخ أمريكي، ولد في 1961 في بروكلين في الولايات المتحدة.